# Каверзнев, Александр Александрович (младший)
Алекса́ндр Алекса́ндрович Ка́верзнев (22 августа 1959, Рига) — советский и российский журналист-международник, один из создателей самой крупной по тиражу российской бесплатной газеты «Экстра М» и одноимённого издательского холдинга.

## Биография

### Ранние годы
Александр Каверзнев-младший родился 22 августа 1959 года в Риге в семье журналиста А. А. Каверзнева и его супруги Нелли Миновны. Начал учиться в Риге, в 40-й средней школе, затем учился в школе при советском посольстве в Будапеште, закончил Московскую 413-ю среднюю школу (ныне №1685) на Берниковской набережной.
В 1977 году поступил на факультет журналистики МГУ, прошёл конкурс на телевизионное отделение и два года учился в телевизионной 13-й группе вместе с такими талантливыми людьми, как Ирина Петровская, Наталия Спиридонова, Виталий Тишкин, Светлана Резвушкина, Ирина Волкова, Виктор Голювинов и т. д..
На третьем курсе перешёл в телегруппу (18-ю) на международное отделение, изучал венгерский язык дополнительно к основному английскому. Окончил факультет журналистики в 1982 году, получил распределение в Агентство печати «Новости», в главную редакцию периодических изданий. Выпускал журнал, выходивший два раза в месяц для Венгрии.

### Журналистская карьера
В 1985 году получил приглашение в «Комсомольскую правду» и в 1986 году был направлен собственным корреспондентом газеты в Венгрию, где проработал 5 лет. После распада СССР в 1991 году закрыл корпункт в Будапеште и вернулся в Москву. Работал специальным корреспондентом международного отдела «Комсомолки», затем заместителем редактора отдела и до конца 1993 года — редактором отдела международной жизни, членом редколлегии.

### Бизнес-карьера
Одновременно с работой в редакции с 1992 года начал развивать собственное дело, вместе с партнёрами создав бесплатную рекламную газету «Экстра М». Её первый номер вышел 5 декабря 1992 года. Газета стала рентабельной с четвёртого номера. «Мы с трудом успевали за потоком рекламы, — вспоминал А. Каверзнев. — „Экстра“ тогда идеально соответствовала стремительно растущему потребительскому рынку». В общем деле Каверзнев отвечал за редакционно-издательское дело, его коллега из ТАСС Сергей Иванов организовывал рекламу, инициатор идеи издания венгр Аттила Фюзеши — организационно-финансовой работой, психолог Елена Сироткина — распространением. Газета переняла девиз венгерской прародительницы: «Вы покупаете газеты, чтобы читать, Вы читаете „Экстру М“, чтобы покупать».
За 14 лет маленькая газета выросла в крупный издательский холдинг, выпускавший 5 бесплатных газет, а также каталоги, журналы и справочники в Москве, Санкт-Петербурге, Нижнем Новгороде и Рязани. «Экстра-М» стала самой крупной по тиражу газетой в России (3 млн экз), она первоначально печаталась Москве, с переходом на цветное исполнение—в Финляндии, откуда доставлялась грузовиками, до 40 двадцатитонных фур в неделю. Такие объёмы заказа натолкнули учредителей на мысль о строительстве собственной типографии.
В 2004 году холдинг запустил крупнейшую в стране газетную типографию на Новорижском шоссе в Красногорском районе, в которой в разное время до 2019 года, помимо собственных изданий, печатались важнейшие федеральные издания: «Коммерсантъ», «Ведомости» «Известия», «Московский комсомолец», «Российская газета», «Аргументы и Факты», «Советский спорт», «Московские новости» и т. д. Таким образом впервые в России была обеспечена печать крупных ежедневных газет в цвете, тиражи которых изготавливались за 2-3 часа. В типографии работало около 400 человек, в круглосуточном режиме.
В структуру холдинга входила также крупнейшая в стране служба безадресной рассылки «Экстра-Курьер», распространявшая до 80 млн экземпляров печатной продукции в месяц в десятках городов России. Холдинг владел собственными зданиями в Москве, офисными помещениями в Нижнем Новгороде и Рязани. Объём продаж к 2006 году достиг более 100 млн долларов, ежемесячный тираж издаваемых газет и бюллетеней — 23 млн экз.
С 1997-го по 2006 год Каверзнев был не только акционером, но и генеральным директором группы компаний.
Летом 2006 года партнёры Каверзнева Сергей Иванов и Елена Сироткина продали свои акции группе «Промсвязькапитал» , и он также продал часть своего пакета акций, сохранив за собой блокирующий пакет и контроль за предприятием и заняв должность президента ЗАО «Экстра М Медиа» и члена совета директоров ряда дочерних компаний. Тогда же «Экстра М Медиа» объединилась с комбинатом «Правда» для создания крупного медийного холдинга, объединяющего уже имеющиеся активы «Промсвязькапитала» — газеты «Аргументы и факты», «Труд», типографию «Медиа-Пресса», «Метро-пресс» в Санкт-Петербурге и активы «Экстра М Медиа».
За 10 лет существования полиграфический комплекс «Экстра-М» напечатал 10 млрд экземпляров газет, из них 5 ежедневных федеральных, на что требовалось 20 вагонов бумаги в неделю, поставлявшейся практически со всех российских целлюлозно-бумажных комбинатов. На долю типографии приходилось 19 % типографского рынка России.

## Общественная деятельность
Александр Каверзнев в 2006 году входил в жюри Ежегодной национальной премии «Медиаменеджер года».

## Семья
Отец — Александр Каверзнев (1932—1983), советский тележурналист-международник.
Брат — Илья Каверзнев (род. в 1962 в Риге) — художник.

## Награды
Лауреат национальной премии «Медиаменеджер России» (2005) в номинации «Печатные СМИ».

## Отзывы
«Это удивительный человек по отзывчивости, мягкости, точности, аккуратности и человечности. Таким был его отец, известный журналист, чьи репортажи из Афганистана смотрела вся страна. Александр Александрович Каверзнев окончил наш факультет, бывал на моих занятиях, затем некоторое время работал в „Комсомольской правде“, представлял газету в Будапеште. Каверзнев-младший организовал знаменитую в Москве газету „Экстра М“. Потом начал выпуск окружных газет. Выпускал несколько журналов. Запроектировал и построил в Красногорске крупнейшую в Европе типографию. За что бы ни брался Каверзнев-младший, у него всё получалось. Когда Александр Каверзнев руководил „Экстра М“, он несколько раз мне помогал с рекламой, поддерживал моё „СОЛО на клавиатуре“, за что ему огромное спасибо. Мои студенты работали в „Экстра М“ и, насколько я знаю, трудились неплохо. А потом так вышло, что пришлось типографию продавать, газету закрывать, здание освобождать… Как бы ни было тяжело, Александр Каверзнев (младший) с честью сносил удары судьбы и устоял, не потеряв достоинства, чести, порядочности и честности». Владимир Шахиджанян, преподаватель факультета журналистики МГУ.